# Caproni Bergamaschi Ca.310 Libeccio
Caproni Bergamaschi Ca 310 Libeccio var ett italienskt spanings- och lätt bombflygplan från andra världskriget. 
Ca 310 var den första modellen i en omfattande modellserie med spanings-/attack-/bombflygplan. Flera plan gick på export till Rumänien, Norge, Peru, Ungern och Jugoslavien. En del plan returnerades dock när mottagarna upptäckte att de inte levde upp till vad som lovades.